# Livno
Livno (serbokroatisch-kyrillisch Ливно) ist eine Großgemeinde (Grad) in Bosnien und Herzegowina mit etwa 37.000 Einwohnern. Die Stadt liegt im Westen Bosniens bzw. im Nordwesten der Herzegowina und ist der Hauptort des Kantons 10 der Föderation.

## Geografie

### Geografische Lage
Die Stadt Livno liegt auf einer Höhe von 700 bis 850 Meter am Ostende der Karstebene Livanjsko polje (Livnoer Ebene), die 65 km lang ist und eine Fläche von 380 km² umfasst. Im Norden, Osten und Süden schließt sich das Dinarische Gebirge an, das von einigen herausragenden Bergen beherrscht wird: (Troglav 1913 m/Dinara-Gebirge, Kamešnica – Konj 1856 m, Tušnica 1697 m, Krug 1740 mm, Golija 1892 m, Cincar 2006 m, Veliki Šator 1875 m). Direkt unterhalb der Altstadt von Livno entspringt der starken Karstquelle Duman der Fluss Bistrica.
Die eigentliche Stadt hat etwa 12.000 Einwohner (2006) und dehnt sich ca. 1,5 km in West-Ost-Richtung und ca. 2 km in Nord-Süd-Richtung aus. Die Gemeinde Livno hat eine Fläche von 994 km² und einschließlich der zugehörigen weiteren Ortschaften rund 37.000 Einwohner (Stand: 2013).
Die Gemeinde Livno grenzt im Nordwesten an die Gemeinde Bosansko Grahovo, im Norden an Glamoč, im Nordosten an Kupres, im Süden an Tomislavgrad und im Westen an die zur Republik Kroatien gehörenden Gemeinden Sinj und Imotski. Im äußersten Süden des Gemeindegebietes befindet sich der große Stausee Buško jezero.

### Gemeindegliederung
Zur Gemeinde Livno gehören die Orte Bila, Bilo Polje, Bogdaše, Bojmunte, Brina, Čaić, Čaprazlije, Čelebić, Čuklić, Čakori, Ćosanlije, Dobro, Donji Rujani, Drinova Međa, Drnžalije, Glavice, Golinjevo, Golubic, Gornji Rujani, Grborezi, Grguići, Gubin, Komorani, Kovačić, Lipa, Lištani, Lopatice, Lopatinac, Lusnić, Ljubunčić, Mali Guber, Mali Kablići, Miši, Odžak, Orguz, Podgradina, Podgreda, Podhum, Potkraj, Potočani, Potok, Priluka, Prisap, Prolog, Provo, Radanovci, Rapovine, Sajković, Smričani, Srđevići, Strupnić, Sturba, Suhača, Tribić, Veliki Guber, Veliki Kablići, Vasarovine, Vidoši, Vrbica, Vržerale, Žabljak, Zabrišće, Zagoričani, Zastinje und Žirović.

### Klima
Das Klima in der Region um die Stadt Livno wird maßgeblich von der Nähe zur adriatischen Küste beeinflusst. Es herrscht ein mediterran beeinflusstes Bergklima mit starken Winden (Bora) und sehr vielen Sonnenstunden im Jahr. Die Sommer sind heiß und trocken, teilweise mit Temperaturen über 40 °C. Dürren, mit zahlreichen Vegetationsbränden sind keine Seltenheit. Im Gegensatz dazu sind die Winter kühl und es kommt regelmäßig zu Schneefall. Die Schneedecke im Gebirge kann bis zu 150 cm hoch werden.

### Tierwelt
Die Natur um Livno ist an vielen Stellen unberührt geblieben. In der Region gibt es noch viele freilebende Wildschweine, Füchse, Luchse, Wölfe, Bären sowie einige Giftschlangenarten (vor allem Europäische Hornottern) und kleinere Skorpione. Die Seen und Flüsse der Gegend bieten zahlreichen Vogel- und Fischarten sowie auch Krebsen einen Lebensraum.

## Geschichte

Livno im Jahr 1686

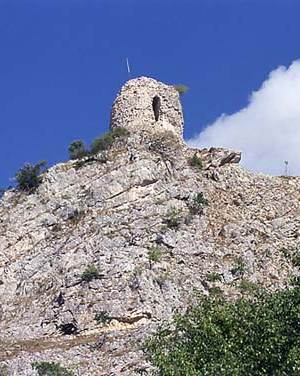
Vejs-Turm über Livno

Die Geschichte Livnos reicht bis etwa 2000 Jahre vor Christus zurück. Von damals bis zur Ankunft der Römer (Pannonisch-dalmatischer Aufstand in den Jahren 6 bis 9 nach Christus – nach Angaben des Historikers Velleius Paterculus, der im Römischen Hauptquartier anwesend war, beteiligten sich 800.000 Menschen an diesem Aufstand) – besiedelte der illyrische Stamm der Delmaten die Gegend um die Stadt Livno. Vom Stamm der Delmaten und ihrer Hauptstadt Delmium (heute Tomislavgrad nach dem ersten kroatischen König Tomislav) leitet sich der Name der Region Dalmatien ab.
14 bis 20 nach Christus begann die Romanisierung der Region um Livno mit dem Bau von fünf Straßen. Die Hauptstraße führte von Salona (Solin) bis nach Servitium (Gradiška) und verband die Provinzen Dalmatien und Pannonien.
Die erste Erwähnung der Stadt Livno findet sich mit Datum vom 28. September 892 in einer Urkunde des kroatischen Fürsten Muncimir, mit der die Schenkung die Kirche des Hl. Juraj (dt. Hl. Georg) dem Bischof von Split Peter II. bezeugt wird. Als Zeuge wird in der Urkunde der Župan von Livno, Želimir, erwähnt. Die neuesten Ausgrabungen aus dem Sommer 2007, sowie die Forschungen der Historiker zeigen allerdings, dass die Stadt Livno noch älter ist. Die altrömische Villa rustica, gefunden in der unmittelbaren Nähe der Stadt, stammt aus dem 4. Jh. und zeugt von einer lebendigen urbanen Kultur vor Ort. Ab 1326 unterstand Livno dem bosnischen Banus Stjepan II. Kotromanić, um nach dessen Tod wieder ein Teil Dalmatiens zu werden.
Bis 1448 erweiterte der bosnische Vojvode Stjepan Vukčić Kosača, Herrscher über Hum, sein Herrschaftsgebiet um die Gebiete Poljica, Završje (Gegend um Livno), Omiš, Gornja Zeta, Bar, Trebinje und Klobuk. 1448 erlangte Stjepan Vukčić Kosača durch Heirat mit der bayrischen Prinzessin den Titel des Herzogs, woraus sich der Name Herzegowina für sein Herrschaftsgebiet ableitet.
1463 wurde Livno vom osmanischen Militär besetzt. Während der osmanischen Zeit war die Stadt zunächst Teil des Sandschak Klis. Nachdem dieser allerdings zum größten Teil venezianisch geworden war, wurde Livno ein Teil des Sandschak Herzegowina. 1485 gab es in Livno 37 Familien und 26 Bürger ohne festen Wohnsitz. 1516 lebten 2 muslimische und 63 katholische Familien, sowie 5 Alleinstehende in der Stadt. Zeitgenössische historische Forschung, die der bosnische Historiker Ahmet Burek in seinem Kapitalwerk Kameno Hlivno (Die steinerne Stadt Hlivno) 2007 an einem Ort vorstellte, zeigt indes, dass die Stadt Livno durchgehend mehrheitlich muslimisch bewohnt und geprägt war, mit einer geringen katholischen, später auch einer orthodoxen Minderheit.
Während des Candia-Krieges (1645 bis 1669) und des Großen Türkenkrieges (1683 bis 1699) verließ ein Teil der katholischen Dorfbevölkerung die Gegend, um sich in Dalmatien (Cetina-Region und Split) niederzulassen. Diese Migration hatte auch einen wirtschaftlichen Ursprung, der sich in späteren Jahrhunderten nach dem gleichen Muster wiederholte. Am 28. September 1878 wurde Livno, wie ganz Bosnien und Herzegowina, auf der Basis der Beschlüsse des Berliner Kongresses österreichisch-ungarischer Verwaltung unterstellt. Formal blieben Bosnien und die Herzegowina jedoch bis zur Annexion durch Österreich-Ungarn 1908 Teil des Osmanischen Reichs.
Ab 1918 gehörte Livno zum Königreich der Serben, Kroaten und Slowenen (ab 1929 Königreich Jugoslawien). Zur Zeit des Königreiches gehörte Livno zur Primorska banovina mit Split als Hauptstadt. Von 1941 bis 1945 war Bosnien und Herzegowina und damit auch Livno Teil des Unabhängigen Staates Kroatien (NDH). Livno befand sich für einige Zeit unter italienischer Besatzung.
Von 1945 bis 1992 gehörte die Stadt zur Sozialistischen Föderativen Republik Jugoslawien (SFRJ) und lag administrativ erstmals im Einzugsbereich der Stadt Mostar, später wurde diese Aufteilung aufgehoben. Mit dem Washingtoner Abkommen 1994 wurde Livno Teil der Föderation Bosnien und Herzegowina und Kantonshauptstadt.

## Bevölkerung
Die letzten amtlichen Einwohnerzahlen der Gemeinde vor dem Bosnienkrieg stammen aus der Volkszählung 1991. Danach verteilten sich die ethnischen Zugehörigkeit wie folgt:
- Gesamt 1991: 40.600
  - Kroaten: 29.324 (72,2 %)
  - Muslime (als Nationalität): 5.793 (14,3 %)
  - Serben: 3.913 (9,6 %)
  - Jugoslawen: 1.125 (2,8 %)
  - Andere: 445 (1,1 %)

Zu diesem Zeitpunkt betrug die Einwohnerzahl der Stadt Livno 10.028.
Aufgrund der Auswirkungen des Bosnienkrieges haben sich die Verhältnisse wie folgt verschoben: Von den Einwohnern der Gemeinde bezeichneten sich 2013 bei der Volkszählung 86 % als Kroaten, 12,3 % als Bosniaken und 1 % als Serben.

## Wirtschaft
(Gemeinde Livno, Stand: 2003)
- Zahl der Betriebe: 298, Betriebe pro 1000 Einwohner: 9,8 (Föderation Bosnien-Herzegowina: 9,7)
- Zahl der Beschäftigten: 4.586
- durchschnittlicher Nettoverdienst: 518 KM (Föderation Bosnien-Herzegowina: 483 KM)
- BSP: 107.079.000 KM
- Straßen insgesamt: 165 km
- Registrierte Fahrzeuge: 5.005, Einwohner pro Fahrzeug: 6,5 (Föderation Bosnien-Herzegowina: 6,2)

Die Wirtschaftskraft der Region Livno ist sehr labil. Es erfolgt nahezu keine Wertschöpfung in der Stadt. Der am stärksten wachsende Wirtschaftszweig ist die saisonale Gastronomie, überwiegend in Form von Straßencafes.
Bei einer Einwohnerzahl von ca. 33.000 Menschen gibt es in Livno über 180 registrierte Straßencafes und zahlreiche Diskotheken.
Es wird allerdings geschätzt, dass sich die Bevölkerungszahl während der Sommermonate fast verdoppelt. Das hängt damit zusammen, dass viele Einwohner von Livno, aus wirtschaftlichen und politischen Gründen, ins Ausland gegangen sind und dort arbeiten und leben.
In Livno gibt es eine Reihe von Fabriken, die im Krieg keinerlei Schäden erlitten haben. Die Maschinen sind allerdings veraltet und es fehlt bisher an Investoren für eine umfassende Modernisierung.

### Technologie
Der kroatische Erfinder und Gründer des Automobilherstellers Rimac Automobili initiierte 2018 die Gründung des Technologieparks Linnovate Business Park in der Stadt. Jungen Unternehmensgründern werden umfangreiche Skills in Bezug auf die Gründung, Führung und Finanzierung von Startups angeboten.

## Verkehr
Überregionale Straßen verbinden Livno mit Mostar (über Tomislavgrad), Knin und Bihać (über Bosansko Grahovo), Zenica und Sarajevo (über Kupres) sowie Split. Schieneninfrastruktur gibt es nicht.

## Statistische Daten
Statistische Daten für Gemeinde Livno (Stand: 2003)
- Einwohner pro km²: 32,7 (Föderation Bosnien-Herzegowina: 88,8)
- Landwirtschaftliche Fläche: 11.987 ha, davon nutzbar 8.799 ha (73,4 %)
- Zahl der Ärzte: 53, Einwohner pro Arzt: 613 (637)
- Zahl der Zahnärzte: 14, Einwohner pro Zahnarzt: 2.322 (5.258)
- Zahl der Krankenhausbetten: 233, Einwohner pro Bett: 140 (279)

## Kultur

### Museen und Galerien
- Das Stadtmuseum (Muzej Livno) wurde als private Kunstsammlung 1988 in der Altstadt von Livno gegründet. Die ältesten Exponate stammen aus der Steinzeit. Die neueren Exponate zeigen die Entwicklung des Alltags in Livno und seiner Umgebung während der osmanischen (15.–19. Jahrhundert), der österreichisch-ungarischen (1878–1918), der altjugoslawischen (1918–1943), der jugoslawischen (1943–1992) und der bosnischen (seit 1992) Zeit. Dazu kommt eine große numismatische Sammlung sowie eine Musikinstrumentensammlung.
- Das Franziskanermuseum (Franjevački muzej) wurde 1995 gegründet. Das Museum verfügt über eine ethnografische, numismatische, eine archäologische, eine sakrale und eine philatelistische Sammlung sowie eine Klosterbibliothek.
- Die Galerie Gorica (Galerija Gorica) zeigt u. a. Werke des Malers Gabrijel Jurkić (1886–1974) aus Livno.
- In der Stadt gibt zahlreiche kleinere Galerien und Ateliers (Most, Korzo, Fontana, Pivcic, Latific) sowie im Sommer Künstlerkolonien in der Umgebung von Livno (wechselnd).

### Franziskanerkloster

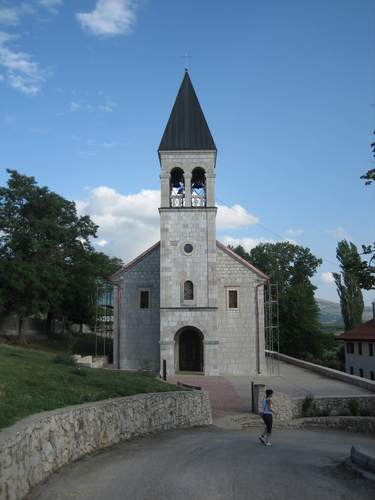
Maria-Empfängnis-Kirche im Ort Vidoši

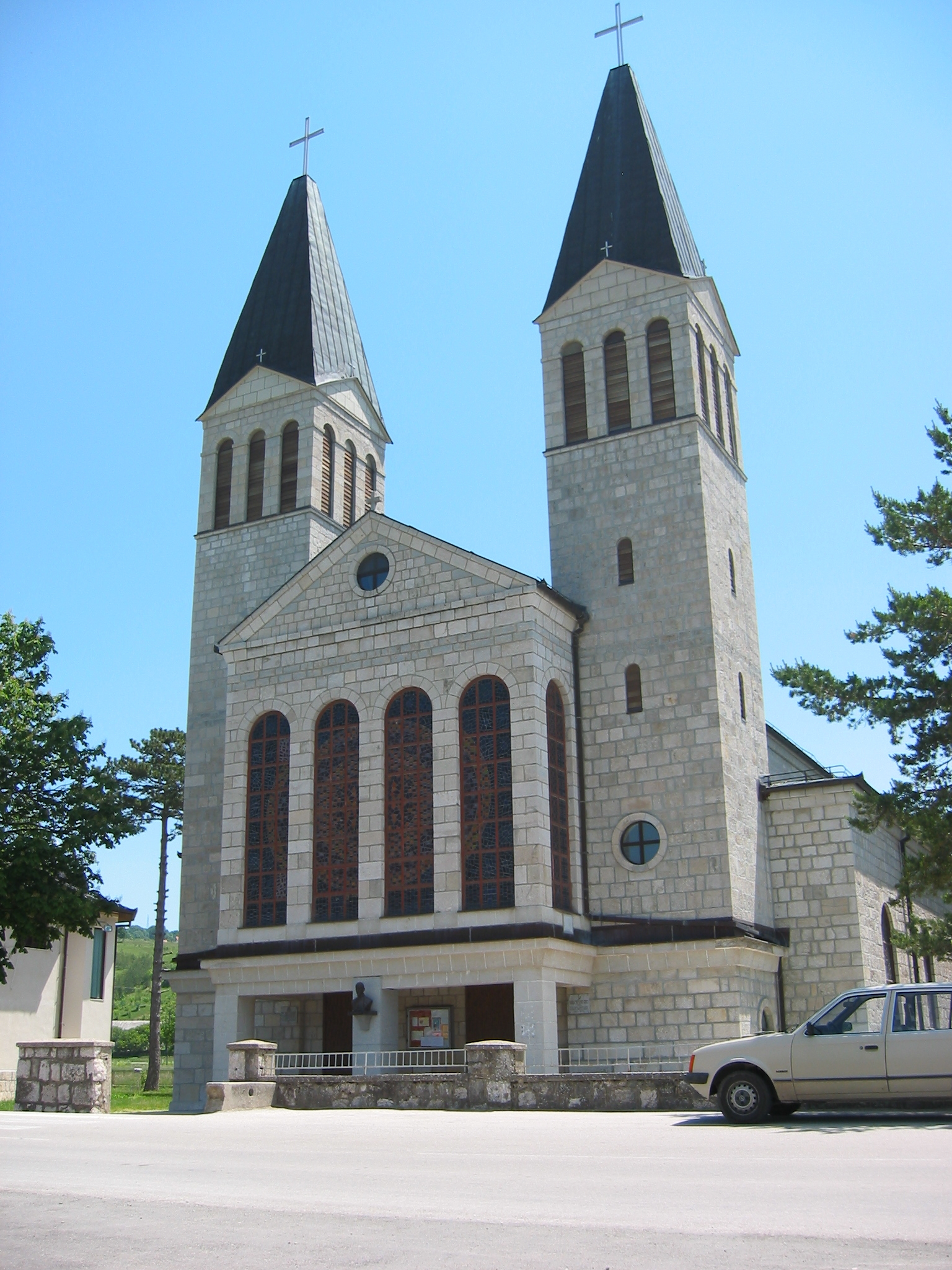
Kirche im Gemeindeteil Podhum

Die Klosterkirche von Gorica in Livno wurde in drei Etappen (1854–1875, 1876–1891, 1892–1906) gebaut. Der erste Plan stammt von Franjo Moise, einem damals gut bekannten Architekten aus Split. Dieser Plan wurde später, in der dritten Etappe, von dem kroatischen Architekten Josip Vancaš wesentlich geändert.
Die Kirche ist eine dreischiffige Basilika mit einem Narthex und einem geräumigen Presbyterium. Das Hauptschiff ist in drei Jochen durch große Pfeiler geteilt, die oben mit runden Bögen verbunden sind und die Tonnengewölbe abgrenzen. Der Raum wirkt auch durch die warmen Farben seiner Flächen als kräftige, gedrungene Einheit.
Der Bau der Kirche hat nach Schätzungen mehr als 300.000 Kronen gekostet. Diese für die damalige Zeit große Summe haben die Franziskaner (OFM) von Livno und der Umgebung gemeinsam mit ihrer Gemeinde fast allein bestritten.

### Moscheen

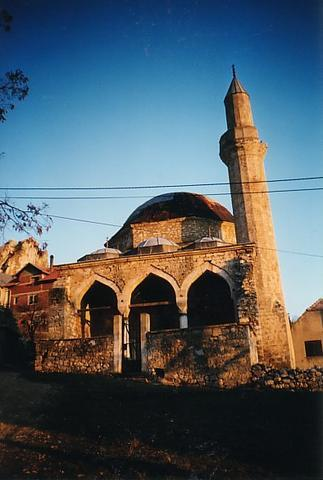
Alte Moschee in Livno

Während der osmanischen Zeit entstanden 17 Moscheen in der Stadt: Altstädtische Moschee, Sinan-Caus-Moschee (oder Dzumanusa), Bali-Aga-Ljubunčić-Moschee (oder Balaguša), Hadzi-Ahmet-Dukatar-Moschee (oder Glavica), Muhamed-Spahija-Moschee (oder Perkusa), Mustafa-Pasa-Moschee oder Lala-Pasa-Moschee (genannt auch Beglucka), Paschas-Moschee (oder Atlagica-Moschee), Tepet-Moschee, Borusa-Moschee, Busatlija-Moschee (oder Milosnik-Moschee), Zavra-Moschee, Firdus-Moschee, Piragica-Moschee (oder Mesdzid), Curcinica-Moschee im Zentrum der Stadt.
Zum Ende des 20. Jahrhunderts gibt es in Livno trotz einiger Kriegszerstörungen im Zweiten Weltkrieg noch fünf dieser Moscheen aus der osmanischen Zeit. Das sind: Sinan-Caus-Moschee (oder Džumanusa), Balaguša-Moschee, Hadži-Ahmet-Dukatar-Moschee, Mustafa-paša-Moschee oder Lala-Paša-Moschee. Die Moscheen zeichnen sich durch Kuppelbauten sowie durch eine floral-freskale Kunst im Inneren aus.

### König-Tomislav-Denkmal
Das 9,25 m hohe Denkmal wurde zur Erinnerung an die 1000 Jahre zuvor erfolgte Krönung des ersten kroatischen Königs Tomislav erbaut und am 5. September 1926 enthüllt. Das Denkmal ist zu einem Symbol der Stadt Livno geworden.

## Käse aus Livno (Livanjski sir)
Livanjski sir ist ein Käse aus Livno und die bekannteste regionale Spezialität. Er wird aus einer Mischung von Kuh- und Schafsmilch gemacht und auf den Bauernmärkten in der Umgebung sowie ins Ausland verkauft. Die Herstellung von Käse aus Livno begann schon 1885. Die Produktion in der Molkerei Livno (Mljekara Livno) beträgt über 500 Tonnen jährlich (Stand: 2002). Dort werden über 10 Millionen Liter Milch von etwa 1000 Lieferanten verarbeitet. Die Reifezeit des Livnoer Käses beträgt 60 bis 66 Tage.

## Persönlichkeiten
- Nada Šakić (1926–2011), KZ-Wärterin in Stara Gradiška
- Ivan Šuker (1957–2023), kroatischer Finanzminister
- Edo Popović (* 1957), Schriftsteller
- Anto Đapić (* 1958), Politiker und ehemaliger Bürgermeister in Osijek
- Zlatko Dalić (* 1966), Fußballspieler und seit 2017 Trainer der kroatischen Nationalmannschaft.
- Baja Mali Knindža (* 1966), serbischer Sänger
- Ivan Jolić (* 1980), Fußballspieler
- Almir Velagic (* 1981), deutscher Gewichtheber
- Pavao Pervan (* 1987), österreichischer Fußballtorwart
- Mate Rimac (* 1988), Gründer und CEO von Rimac Automobili
- Karlo Matković (* 2001), bosnisch-kroatischer Basketballspieler